# Silent Hill: Book of Memories
Silent Hill: Book of Memories est un jeu vidéo de type survival horror. Il s'agit d'un spin-off de la saga Silent Hill de Konami. Ce volet est sorti exclusivement sur PlayStation Vita le 2 novembre 2012, il a été développé par Wayforward Technologies.